# Macruronus maderensis
Macruronus maderensis és una espècie de peix pertanyent a la família dels merlúccids.

## Hàbitat
És un peix marí, bentopelàgic i d'aigües fondes.

## Distribució geogràfica
Es troba a l'Atlàntic oriental central: Madeira.

## Observacions
És inofensiu per als humans.